# Val-d'Aigoual
Val-d'Aigoual est une commune nouvelle française, issue de la fusion des communes de Notre-Dame-de-la-Rouvière et de Valleraugue, située dans le département du Gard, en région Occitanie.

## Géographie

### Localisation
La commune est située dans le nord-ouest du département du Gard. Elle est limitrophe de la Lozère.

### Communes limitrophes
Les communes limitrophes sont Meyrueis, Bassurels, Saint-André-de-Valborgne, Les Plantiers, L'Estréchure, Soudorgues, Saint-Martial, Saint-André-de-Majencoules, Mandagout, Arphy, Dourbies et Saint-Sauveur-Camprieu.
| Meyrueis (Lozère), Saint-Sauveur-Camprieu | Bassurels (Lozère) | Saint-André-de-Valborgne, Les Plantiers   |
| Dourbies                                  | Val-d'Aigoual      | L'Estréchure, Soudorgues                  |
| Arphy                                     | Mandagout          | Saint-Martial, Saint-André-de-Majencoules |

### Climat
Pour des articles plus généraux, voir Climat de l'Occitanie et Climat du Gard.
En 2010, le climat de la commune est de type climat méditerranéen altéré, selon une étude s'appuyant sur une série de données couvrant la période 1971-2000. En 2020, Météo-France publie une typologie des climats de la France métropolitaine dans laquelle la commune est dans une zone de transition entre le climat de montagne et le climat méditerranéen et est dans une zone de transition entre les régions climatiques « Provence, Languedoc-Roussillon » et « Sud-est du Massif Central ».
Pour la période 1971-2000, la température annuelle moyenne est de 12,5 °C, avec une amplitude thermique annuelle de 16,1 °C. Le cumul annuel moyen de précipitations est de 1 687 mm, avec 9,1 jours de précipitations en janvier et 4,1 jours en juillet. Pour la période 1991-2020, la température moyenne annuelle observée sur la station météorologique installée sur la commune est de 5,7 °C et le cumul annuel moyen de précipitations est de 1 970,0 mm,. Pour l'avenir, les paramètres climatiques de la commune estimés pour 2050 selon différents scénarios d'émission de gaz à effet de serre sont consultables sur un site dédié publié par Météo-France en novembre 2022.
| Mois                                  | jan.             | fév.           | mars             | avril           | mai             | juin            | jui.            | août            | sep.            | oct.          | nov.            | déc.             | année     |
| ------------------------------------- | ---------------- | -------------- | ---------------- | --------------- | --------------- | --------------- | --------------- | --------------- | --------------- | ------------- | --------------- | ---------------- | --------- |
| Température minimale moyenne (°C)     | −3,2             | −3,8           | −1,5             | 0,7             | 4,4             | 8,3             | 10,6            | 10,9            | 7,4             | 4,3           | 0               | −2,3             | 3         |
| Température moyenne (°C)              | −1               | −1,4           | 1,1              | 3,4             | 7,4             | 11,5            | 14,1            | 14,3            | 10,2            | 6,7           | 2,2             | 0,1              | 5,7       |
| Température maximale moyenne (°C)     | 1,2              | 1              | 3,6              | 6,2             | 10,3            | 14,7            | 17,6            | 17,6            | 13              | 9             | 4,4             | 2,4              | 8,4       |
| Record de froid (°C) date du record   | −23,1 08.01.1985 | −28 10.02.1956 | −19,7 06.03.1971 | −14 06.04.1911  | −8,6 02.05.1909 | −3,3 05.06.1969 | −0,8 11.07.1909 | −0,2 28.08.1896 | −5,2 24.09.1931 | −9,8 28.10.12 | −15 22.11.1988  | −20,6 16.12.1963 | −28 1956  |
| Record de chaleur (°C) date du record | 15,6 13.01.07    | 15 27.02.1945  | 16,5 31.03.12    | 20,5 19.04.1949 | 25 30.05.1906   | 29,9 28.06.19   | 28,2 16.07.22   | 30,4 23.08.23   | 27,2 06.09.1911 | 21,3 09.10.23 | 18,6 03.11.1981 | 16,7 21.12.1987  | 30,4 2023 |
| Précipitations (mm)                   | 176,4            | 141,1          | 136,9            | 169,3           | 157,5           | 89,1            | 57              | 60,4            | 184             | 309,7         | 297,4           | 191,2            | 1 970     |

## Urbanisme

### Typologie
Au 1er janvier 2024, Val-d'Aigoual est catégorisée commune rurale à habitat dispersé, selon la nouvelle grille communale de densité à sept niveaux définie par l'Insee en 2022.
Elle est située hors unité urbaine et hors attraction des villes,.

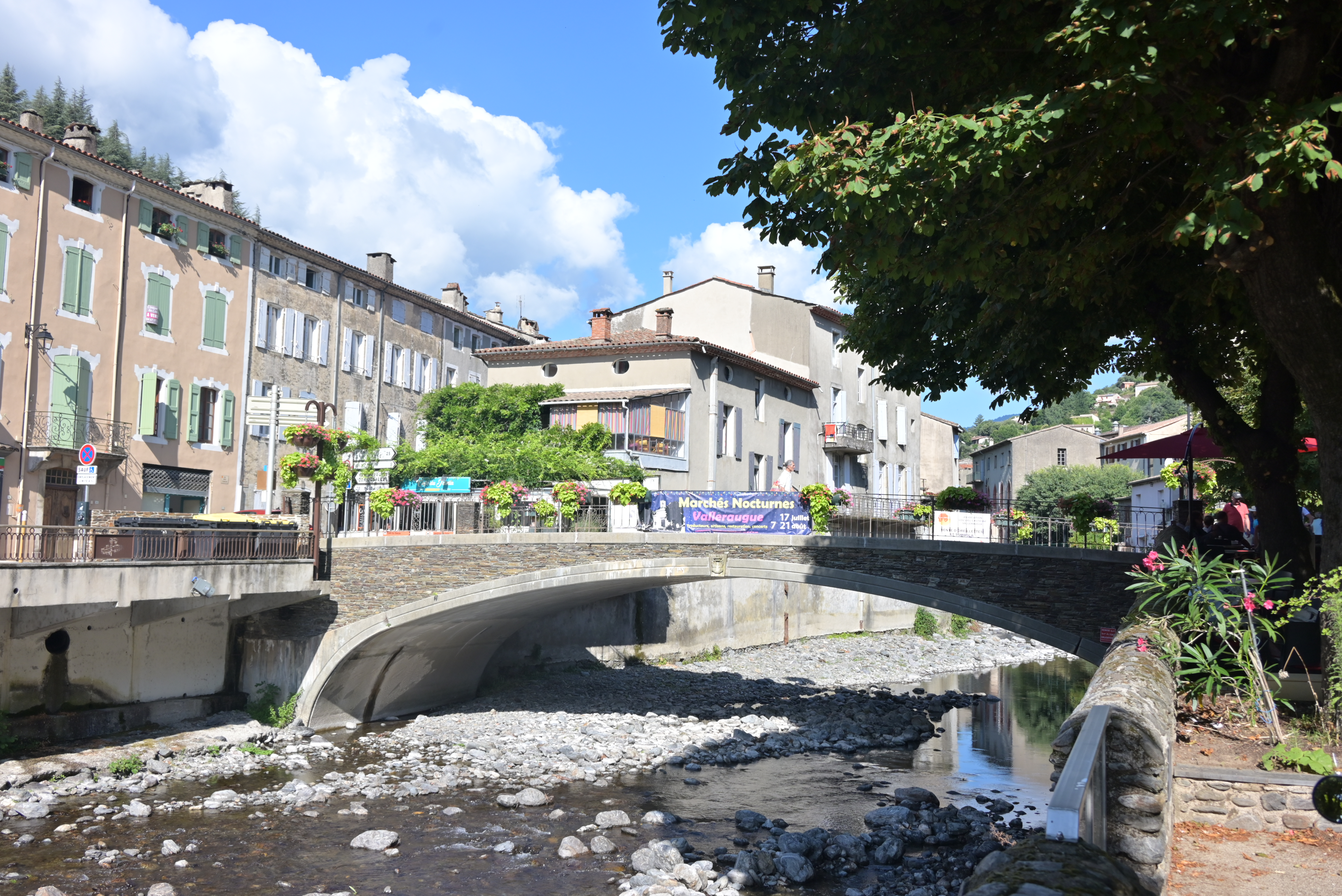
Pont sur l'Hérault à Valleraugue.

### Risques majeurs
Le territoire de la commune de Val-d'Aigoual est vulnérable à différents aléas naturels : météorologiques (tempête, orage, neige, grand froid, canicule ou sécheresse), inondations, feux de forêts, mouvements de terrains et séisme (sismicité faible). Il est également exposé à un risque particulier : le risque de radon. Un site publié par le BRGM permet d'évaluer simplement et rapidement les risques d'un bien localisé soit par son adresse soit par le numéro de sa parcelle.

#### Risques naturels
Certaines parties du territoire communal sont susceptibles d’être affectées par le risque d’inondation par débordement de cours d'eau et par une crue torrentielle ou à montée rapide de cours d'eau, notamment l'Hérault  et le Bramabiau. La commune a été reconnue en état de catastrophe naturelle au titre des dommages causés par les inondations et coulées de boue survenues en 1982, 1994, 1995, 2002, 2006, 2011, 2014, 2015 et 2020,.

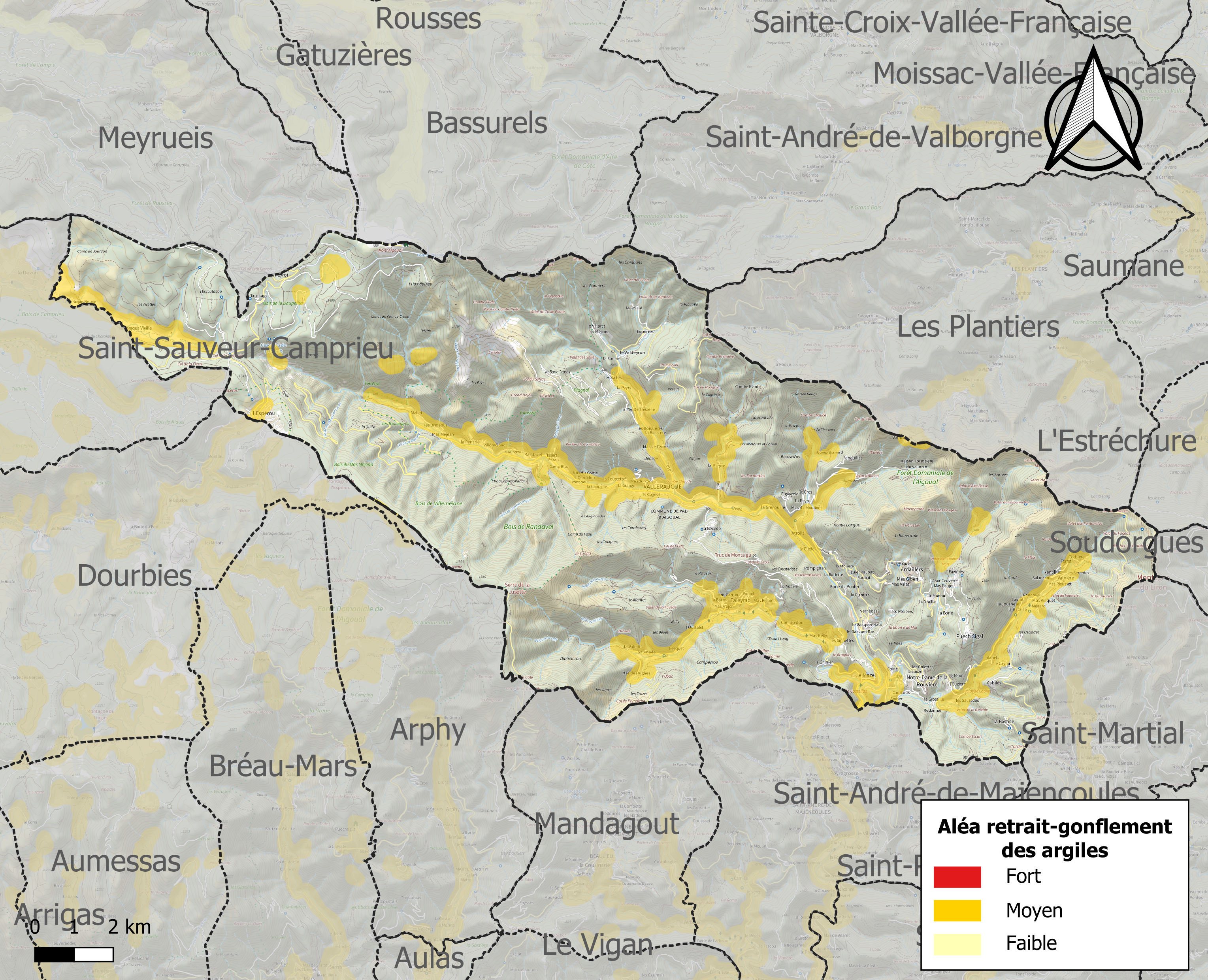
Carte des zones d'aléa retrait-gonflement des sols argileux de Val-d'Aigoual.

La commune est vulnérable au risque de mouvements de terrains constitué principalement du retrait-gonflement des sols argileux. Cet aléa est susceptible d'engendrer des dommages importants aux bâtiments en cas d’alternance de périodes de sécheresse et de pluie. 12,6 % de la superficie communale est en aléa moyen ou fort (67,5 % au niveau départemental et 48,5 % au niveau national). Sur les 1 276 bâtiments dénombrés sur la commune en 2019, 803 sont en aléa moyen ou fort, soit 63 %, à comparer aux 90 % au niveau départemental et 54 % au niveau national. Une cartographie de l'exposition du territoire national au retrait gonflement des sols argileux est disponible sur le site du BRGM,.
Par ailleurs, afin de mieux appréhender le risque d’affaissement de terrain, l'inventaire national des cavités souterraines permet de localiser celles situées sur la commune.

#### Risque particulier
Dans plusieurs parties du territoire national, le radon, accumulé dans certains logements ou autres locaux, peut constituer une source significative d’exposition de la population aux rayonnements ionisants. Certaines communes du département sont concernées par le risque radon à un niveau plus ou moins élevé. Selon la classification de 2018, la commune de Val-d'Aigoual est classée en zone 3, à savoir zone à potentiel radon significatif.

## Histoire
Le 28 juin 2018, les conseils municipaux des communes de Valleraugue et de Notre-Dame-de-la-Rouvière adoptent le vœu de fusionner les deux communes sous le nom de « Val-d'Aigoual »,. La réunion du 25 septembre 2018 acte la fusion des communes pour qu'elle soit applicable au 1er janvier 2019 dans une volonté de mutualisation et d'optimisation de la gestion financière et territoriale. Un arrêté préfectoral fixant les modalités est émis le 26 septembre 2018, en précisant que le chef-lieu est situé sur l'ancienne commune de Valleraugue.
Le 1er janvier 2019, la commune de Val-d’Aigoual prend le relais administratif des anciennes communes de Valleraugue et de Notre-Dame-de-la-Rouvière,.

## Politique et administration

### Liste des maires
| Période      | Période                   | Identité       | Étiquette | Qualité        |
| ------------ | ------------------------- | -------------- | --------- | -------------- |
| janvier 2019 | mai 2020                  | Thomas Vidal   |           |                |
| mai 2020     | En cours (au 26 mai 2020) | Joël Gauthier, |           | Éleveur caprin |

### Anciennes communes
| Nom                       | Code Insee | Intercommunalité            | Superficie (km2) | Population (dernière pop. légale) | Densité (hab./km2) |
| ------------------------- | ---------- | --------------------------- | ---------------- | --------------------------------- | ------------------ |
| Valleraugue (siège)       | 30339      | CC Causses Aigoual Cévennes | 78,35            | 1 061 (2016)                      | 14                 |
| Notre-Dame-de-la-Rouvière | 30190      | CC Causses Aigoual Cévennes | 16,49            | 408 (2016)                        | 25                 |

## Population et société

### Démographie
L'évolution du nombre d'habitants est connue à travers les recensements de la population effectués dans la commune depuis 2016. Pour les communes de moins de 10 000 habitants, une enquête de recensement portant sur toute la population est réalisée tous les cinq ans, les populations de référence des années intermédiaires étant quant à elles estimées par interpolation ou extrapolation. Pour la commune, le premier recensement exhaustif entrant dans le cadre du nouveau dispositif a été réalisé en 2016.

En 2022, la commune comptait 1 418 habitants, en évolution de −3,47 % par rapport à 2016 (Gard : +2,97 %, France hors Mayotte : +2,11 %).
| 2016  | 2021  | 2022  |
| ----- | ----- | ----- |
| 1 469 | 1 418 | 1 418 |

## Culture locale et patrimoine

### Lieux et monuments

#### Édifices civils
- Une illustration du patrimoine de la commune a été publié dans la brochure Mémoire et Patrimoine en Cévennes[30].
- Unique en Europe, le Pont Moutonnier de l'Asclier a été construit en 1875 au-dessus du col de l'Asclier pour permettre le passage des troupeaux en transhumances (grande draille de la Margeride)[31] (44° 04′ 38,81″ N, 3° 44′ 39,69″ E).
- Le moulin de Rieusset est un bâti de pratique agricole céréalière et castanéïcole actif jusqu'aux années d'après guerre (1945-1960)[32].
- Le pont des fileuses est un ouvrage médiéval faisant partie des monuments les plus anciens connus sur la commune. Composé d'une seule arche en plein cintre et sans parapet, le bâti est essentiellement composé en pierre locale de granit. Jadis, il était emprunté par les femmes qui rejoignaient la filature du Mazel[33].

#### Édifices religieux

##### Culte catholique
- Église Notre-Dame de Notre-Dame-de-la-Rouvière.
- Église Notre-Dame-de-Bonheur de l'Espérou.
- Église Saint-Joseph du Mazel.
- Église Saint-Martin-de-Tours de Valleraugue.
- Église Saint-Roch d'Ardaillers.

##### Culte protestant
- Église Notre-Dame-de-Bonheur-et-temple protestant de l'Espérou.
- Temple de l'Église protestante unie de France d'Ardaillers.
- Temple protestant de l'Espérou.
- Temple protestant de Taleyrac.
- Temple protestant de Valleraugue.
- Ancien temple protestant de Valleraugue.

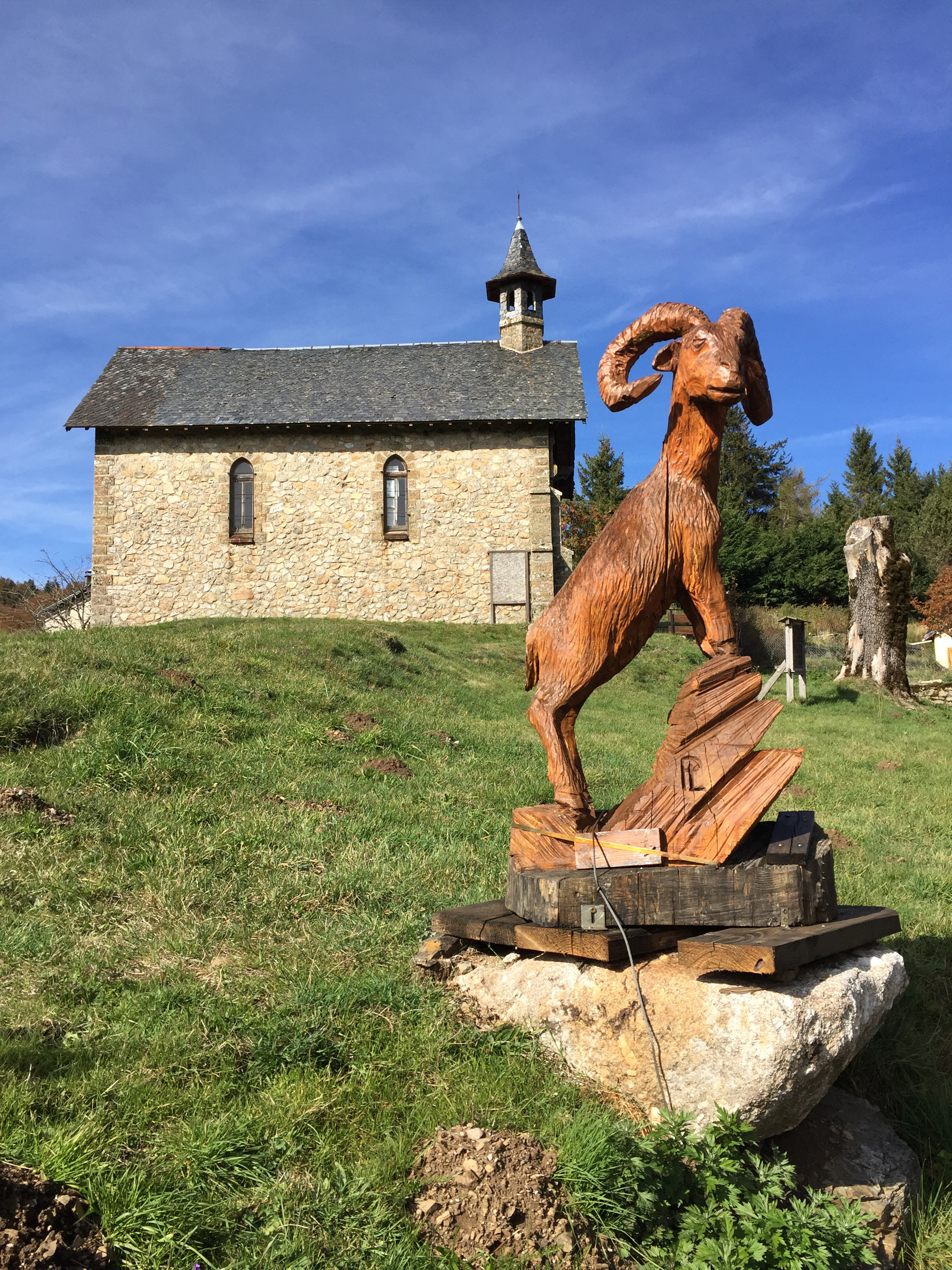
Sculpture en bois du mouflon (l'animal emblématique des Cévennes) et la chapelle protestante du village de L'Espérou, à proximité de la route départementale « D 986 » en direction du col de la Serreyrède.
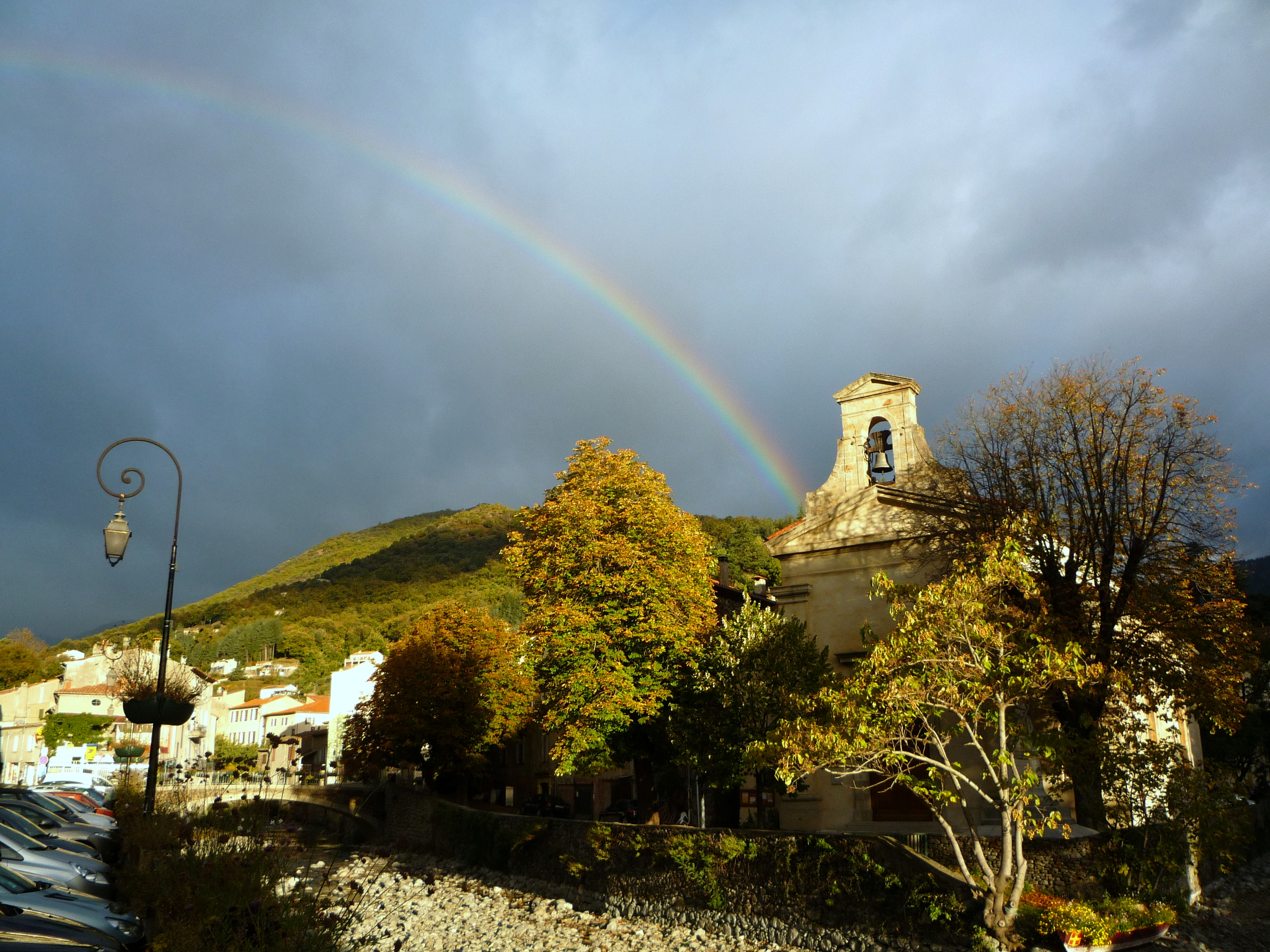
Vue d'un arc-en-ciel et du clocher du temple réformé sur la commune de Valleraugue.